# Rapala mushana
Rapala mushana är en fjärilsart som beskrevs av Matsumura 1935. Rapala mushana ingår i släktet Rapala och familjen juvelvingar. Inga underarter finns listade.